# Tambo Quemado
Tambo Quemado ist eine Ortschaft im Departamento Oruro im Hochland des im südamerikanischen Anden-Staates Bolivien.

## Lage
Tambo Quemado ist die größte Ortschaft im Kanton Chachacomani, einem von drei Kantonen des Municipio Turco in der Provinz Sajama. Tambo Quemado liegt am Westrand des Departamentos Oruro auf einer Höhe von 4351 m an der Grenze zu Chile. Nordwestlich von Tambo Quemado im Nationalpark Lauca liegt etwa 20 km entfernt der Kegel des Vulkan Parinacota (auch als Vulkan Tambo Quemado bezeichnet) mit einer Höhe von 6358 m. Nach Westen hin überwindet die Fernstraße nach Chile eine Passhöhe von 4680 m. Nordöstlich befindet sich der Nationalpark Sajama mit dem höchsten Berg Boliviens. Die chilenische Seite ist kaum besiedelt, sodass der intensiv genutzte Grenzübergang Paso Chungará-Tambo Quemado auf chilenischer Seite nach dem Lago Chungará benannt ist.

## Geographie
Tambo Quemado liegt auf dem bolivianischen Altiplano an den östlichen Hängen der Anden-Gebirgskette der Cordillera Occidental.
Die mittlere Durchschnittstemperatur der Region liegt bei etwa 5 °C, der Jahresniederschlag beträgt nur etwa 200 mm (siehe Klimadiagramm). Die Region weist ein ausgeprägtes Tageszeitenklima auf, die Monatsdurchschnittstemperaturen schwanken nur unwesentlich zwischen 1 °C im Juni/Juli und gut 6 °C von November bis März. Die Monatsniederschläge liegen unter 10 mm von April bis Oktober und erreichen ihr Maximum in den Monaten Dezember bis März.

## Verkehrsnetz
Tambo Quemado liegt in einer Entfernung von 234 Straßenkilometern westlich von Oruro, der Hauptstadt des gleichnamigen Departamentos. Nach Westen erreicht man von hier aus sehr schnell die chilenische Grenze. Von dort führt die Straße vorbei am Vulkan Parinacota über die Ruta 11 in Serpentinen abwärts Richtung Pazifikküste, etwa nach Arica.
Von Tambo Quemado aus führt die 1.657 km lange Nationalstraße Ruta 4 in östlicher Richtung. Die erste Teilstrecke der Ruta 4 führt auf 376 Kilometern über Curahuara de Carangas nach Cochabamba, von dort weitere 473 Kilometer weiter nach Osten bis zur Metropole Santa Cruz, und das letzte Teilstück über etwa 800 Kilometer führt von dort in südöstlicher Richtung bis nach Puerto Busch im Dreiländereck Bolivien-Brasilien-Paraguay.
In Curahuara de Carangas zweigt die Nationalstraße Ruta 31 in östlicher Richtung von der Ruta 4 ab und führt über Totora und Huayllamarca auf 141 Kilometern nach Oruro.

## Bevölkerung
Die Einwohnerzahl der Ortschaft ist im vergangenen Jahrzehnt um etwa ein Drittel angestiegen:
| Jahr | Einwohner | Quelle       |
| ---- | --------- | ------------ |
| 1992 | .         | Volkszählung |
| 2001 | 305       | Volkszählung |
| 2012 | 418       | Volkszählung |
| 2024 |           | Volkszählung |

Die Region weist einen hohen Anteil an Aymara-Bevölkerung auf, im Municipio Curahuara sprechen 83,7 Prozent der Bevölkerung die Aymara-Sprache.